# Carl Tänzler
Carl Tänzler, de son nom complet Georg Carl Tänzler (mais il signe des registres médicaux en tant que comte Carl von Cosel), (8 février 1877 - 3 juillet 1952), né en Allemagne, était un manipulateur en électroradiologie médicale à l’hôpital militaire de Key West en Floride qui avait développé une obsession morbide pour une jeune Cubano-Américaine atteinte de tuberculose, Elena Milagro de Hoyos (31 juillet 1909 - 25 octobre 1931), dite Helen. En 1933, près de deux ans après sa mort, Tänzler sort le corps de Helen de Hoyos de sa tombe, et vit avec ce corps chez lui pendant près de sept ans, jusqu'à ce que la famille de la jeune Hoyos découvre le fait en 1940.

## Biographie
Tänzler disait avoir eu des visions de l'une de ses ancêtres, Anne-Constance de Brockdorff, comtesse de Cosel, lui prédisant la rencontre d'une femme exotique, aux cheveux noirs, qui serait la femme de sa vie.
En 1926, laissant sa femme et ses deux enfants, il émigre aux États-Unis ; il a 49 ans. Il travaille dans un hôpital et rencontre une jeune femme de 21 ans, atteinte de tuberculose, Elena Milagro « Helen » de Hoyos. Tänzler pense que sa vision se réalise, et tente tout pour la soigner. Elle meurt tout de même en octobre 1931 ; il paie ses funérailles, lui fait construire un mausolée à Key West et va s'y recueillir chaque nuit.
En avril 1933, il déterre et emporte chez lui le cadavre décomposé de Helen et se lance dans une tentative de résurrection, attachant les os avec des cordes de piano et des cintres, remplaçant la peau par des tissus imbibés de plâtre et de cire, l'abdomen par des chiffons, fabriquant une perruque à partir de cheveux remis par la mère de Hoyos, plaçant des yeux de verre et ajoutant parfum et produits chimiques pour masquer l'odeur et ralentir la décomposition. Deux médecins racontèrent 30 ans après les faits que Tänzler avait ajouté un tube de papier au niveau du vagin, qui aurait pu lui servir à avoir des relations sexuelles avec le cadavre, mais ce point reste controversé.
Pendant sept ans, Tänzler vit avec le cadavre reconstitué couché dans son lit. En 1940, la sœur de Hoyos passe chez Tänzler pour vérifier les rumeurs des voisins et découvre le mannequin. Elle alerte les autorités et Tänzler est arrêté.
Tänzler est relâché après une audience préliminaire, car la profanation est trop ancienne. Le corps de de Hoyos est enterré dans un endroit tenu secret.
En 1947, Tänzler déménage près de Zephyrhills, dans le Comté de Pasco, où il écrit son autobiographie. Il confectionne une poupée grandeur nature à l'image de Hoyos et la garde avec lui jusqu'à sa mort en 1952.

## Dans la culture populaire
- Le groupe …And You Will Know Us by the Trail of Dead a sorti en 2003 un EP intitulé The Secret of Elena's Tomb (en) racontant cette histoire.
- Le groupe de [death Metal] The Black Dahlia Murder raconte cette histoire dans la chanson Deathmask Divine.
- Le musée Ripley's Believe It or Not! de Key West a une pièce recréant le corps de de Hoyos fait par Tänzler.
- Le groupe de folk metal Subway to Sally a écrit une chanson sur sa liaison avec de Hoyos, Schwarze Seide.
- L'auteur Raphaël Eymery incorpore cette histoire dans le roman Pornarina : la-prostituée-à-tête-de-cheval (Denoël, coll. « Lunes d'encre », 2017).